# رایانه تک برد

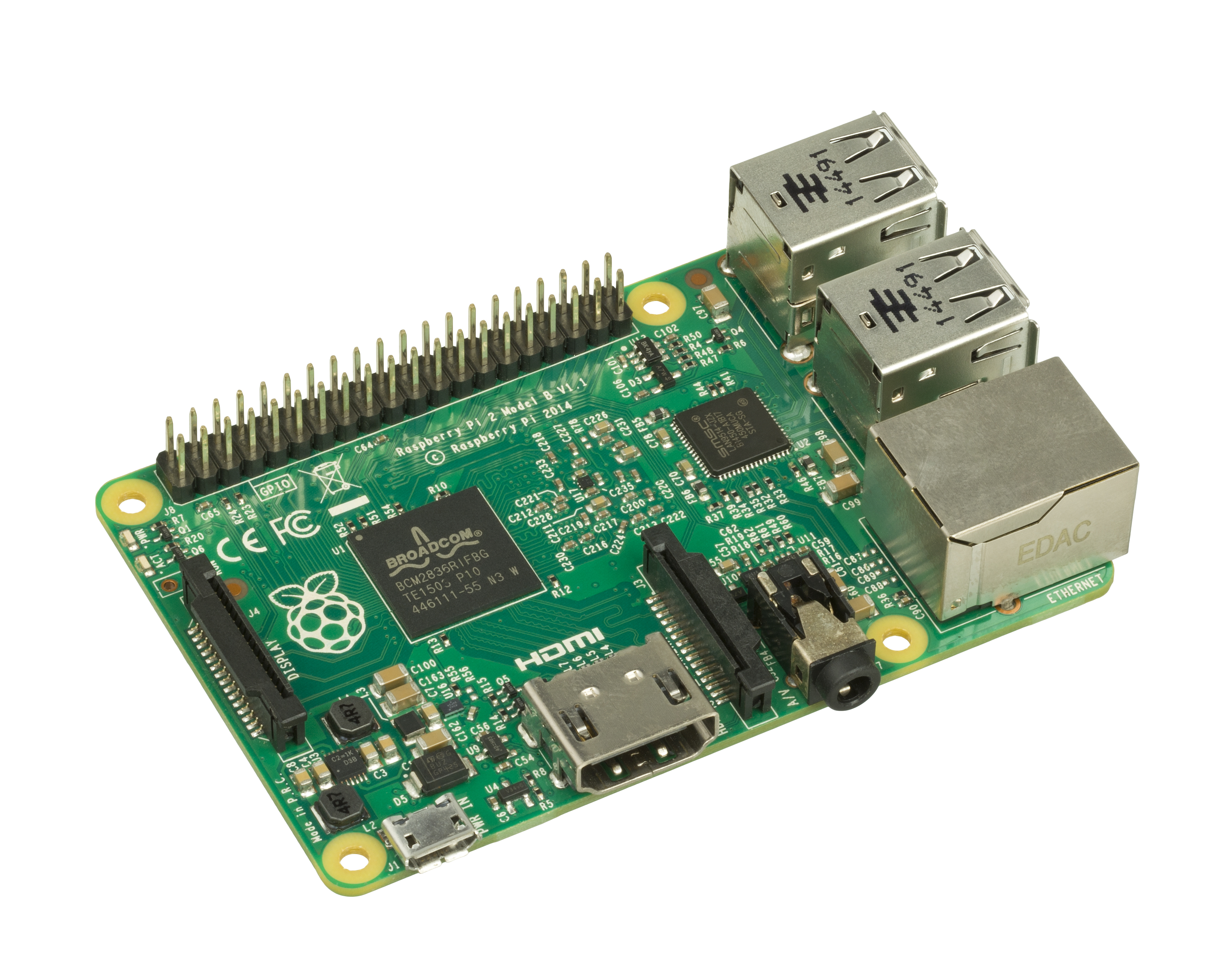
رزبری پای (مدل ۲بی نشان داده شده است) یک رایانه تک‌برد کم هزینه است که اغلب برای آموزش علوم رایانه استفاده می‌شود.

رایانه تک بُرد (به انگلیسی: single-board computer) (اختصاری اس‌بی‌سی) یک رایانه کامل است که برروی یک برد مدارچاپی ساخته شده است، با ریزپردازنده(ها)، حافظه، ورودی/خروجی (I/O) و سایر ویژگی‌های مورد نیاز یک رایانه کاربردی. رایانه‌های تک‌بُرد معمولاً به عنوان سیستم‌های نمایشی یا توسعه‌یافته، برای سامانه‌های آموزشی یا برای استفاده به‌عنوان کنترل‌کننده‌های رایانه‌ای تعبیه‌شده ساخته می‌شوند. بسیاری از انواع رایانه‌های خانگی یا رایانه‌های قابل‌حمل همه عملکردهای خود را بر روی یک تک برد مدار چاپی یکپارچه می‌کنند.
برخلاف رایانه‌های شخصی رومیزی، کامپیوترهای تک‌برد اغلب به شکافهای توسعه برای عملکردهای جانبی یا توسعه تکیه نمی‌کنند. رایانه‌های تک‌برد با استفاده از طیف وسیعی از ریزپردازنده‌ها ساخته شده‌اند. طرح‌های ساده، مانند طرح‌هایی که توسط علاقه‌مندان به رایانه ساخته می‌شوند، اغلب از رَم ایستا و پردازنده‌های ارزان قیمت ۳۲ یا ۶۴ بیتی مانند آرم استفاده می‌کنند. انواع دیگر، مانند سرورهای تیغه‌ای، مشابه یک کامپیوتر سرور، فقط در قالب فشرده تر عمل می‌کنند.
کامپیوتر روی ماژول نوعی کامپیوتر تک‌بردی است که برای وصل شدن به یک برد حامل، بُردپایه (به انگلیسی: baseboard) یا صفحه‌پشتی برای گسترش سیستم ساخته شده است.
اولین رایانه تک برد واقعی مبتنی بر اینتل ۸۰۸۰ بود که از اولین ئی‌پی‌رام اینتل، C1702A نیز استفاده می‌کرد. طرح‌واره‌های این ماشین، به نام «دینا میکرو» در مجله رادیو-الکترونیک در می ۱۹۷۶ منتشر شد. در اواخر همان سال، تولید این سیستم توسط ئی اند ال اینس‌ترومنتس، یک تولیدکننده رایانه مستقر در دربی، کنتیکت، آغاز شد که سیستم را با نام «مینی میکرو دیزاینر ۱» نامگذاری کرد و قصد داشت از آن به عنوان یک ریزکنترلگر برنامه‌پذریر برای نمونه‌سازی محصولات الکترونیکی استفاده کند. ام‌ام‌دی-۱ به عنوان یک ریزرایانهٔ نمونه در سری دستورالعمل‌های محبوب ۸۰۸۰ در آن زمان معروف شد.
دهه ۲۰۱۰ با رشد سریع و پایدار رایانه‌های تک‌برد تعریف شد، که عمدتاً با پیشرفت در تکنیک‌های تولید مدار مجتمع امکان‌پذیر شد و برای اولین بار امکان گنجاندن اکثر یا تمام اجزای اصلی یک مادربرد روی یک تک دای مدار مجتمع را فراهم کرد. . یکی از شناخته‌شده‌ترین رایانه‌های تک‌بردی در این دهه، رزبری پای بود که بر اساس یک اس‌او‌سی سفارشی برودکام با درایورهای متن‌باز ساخته‌شد.
در پایان دهه ۲۰۱۰ و اوایل دهه ۲۰۲۰، بسیاری از دستگاه‌ها، از جمله گوشی‌های هوشمند، تبلت، لپ‌تاپ و سایر دستگاه‌های هوشمند، رایانه‌های تک‌بردی که از اس‌او‌سی پیشرفته استفاده می‌کنند، سرچشمه گرفتند. در حالی که این امر کارایی و بازدهی توان را به میزان زیادی افزایش داده است، اما نگرانی‌هایی را ایجاد کرده است که تعمیر رایانه‌های تک برد، به ویژه آنهایی که در اطراف اس‌او‌سی ساخته شده‌اند، سخت‌تر هستند و ممکن است نسبت به تلاش برای نظارت یا اصلاح دستورالعمل‌های برنامه‌ریزی شده در بردها توسط سازندگان، کمتر دوست‌داشتنی باشند.

## کاربردها

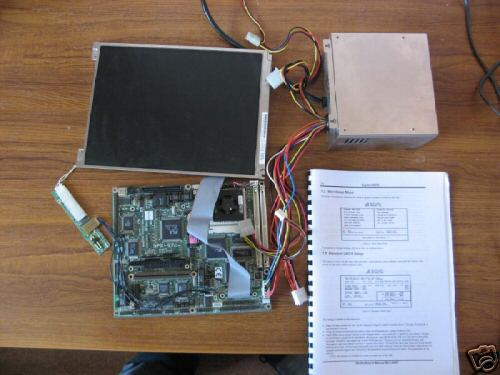
یک سوکت ۳ مبتنی‌بر 486 SBC با منبع تغذیه و صفحه‌تخت

رایانه‌های تک برد با افزایش چگالی مدارهای مجتمع امکان‌پذیر شد. پیکربندی تک‌برد با کاهش تعداد بردهای مدار مورد نیاز، و با حذف کانکتورها و مدارهای راه‌انداز گذرگاه که در غیر این صورت استفاده می‌شد، هزینه کلی سیستم را کاهش می‌دهد. با قراردادن همه عملکردها روی یک برد، می‌توان یک سیستم کلی کوچکتر را به دست آورد، مثلاً مانند رایانه‌های نوت‌بوک. اتصالات، منبع پرتکرار مشکلات قابلیت‌اطمینان هستند، بنابراین یک سیستم تک‌برد این مشکلات را از بین می‌برد.
رایانه‌های تک‌برد معمولاً در موقعیت‌های صنعتی مورد استفاده قرار می‌گیرند، جایی که در قالب قفسه‌نصب‌شو برای کنترل فرایند یا تعبیه‌شده در دستگاه‌های دیگر برای ارائه کنترل و رابط استفاده می‌شوند. آنها در اکتشافات ژرف‌دریا در کاوشگرهای عمیق دریای آلیس و در فضای بیرونی، در موشک‌های آریان و پگاسوس و شاتل فضایی استفاده می‌شوند. به دلیل سطوح بسیار بالای یکپارچگی، کاهش تعداد اجزا و کاهش تعداد اتصالات، اس‌بی‌اس‌ها اغلب کوچکتر، سبک‌تر، کارآمدتر و قابل اعتمادتر از کامپیوترهای چندبُردی هم‌تراز هستند.

## انواع، استانداردها

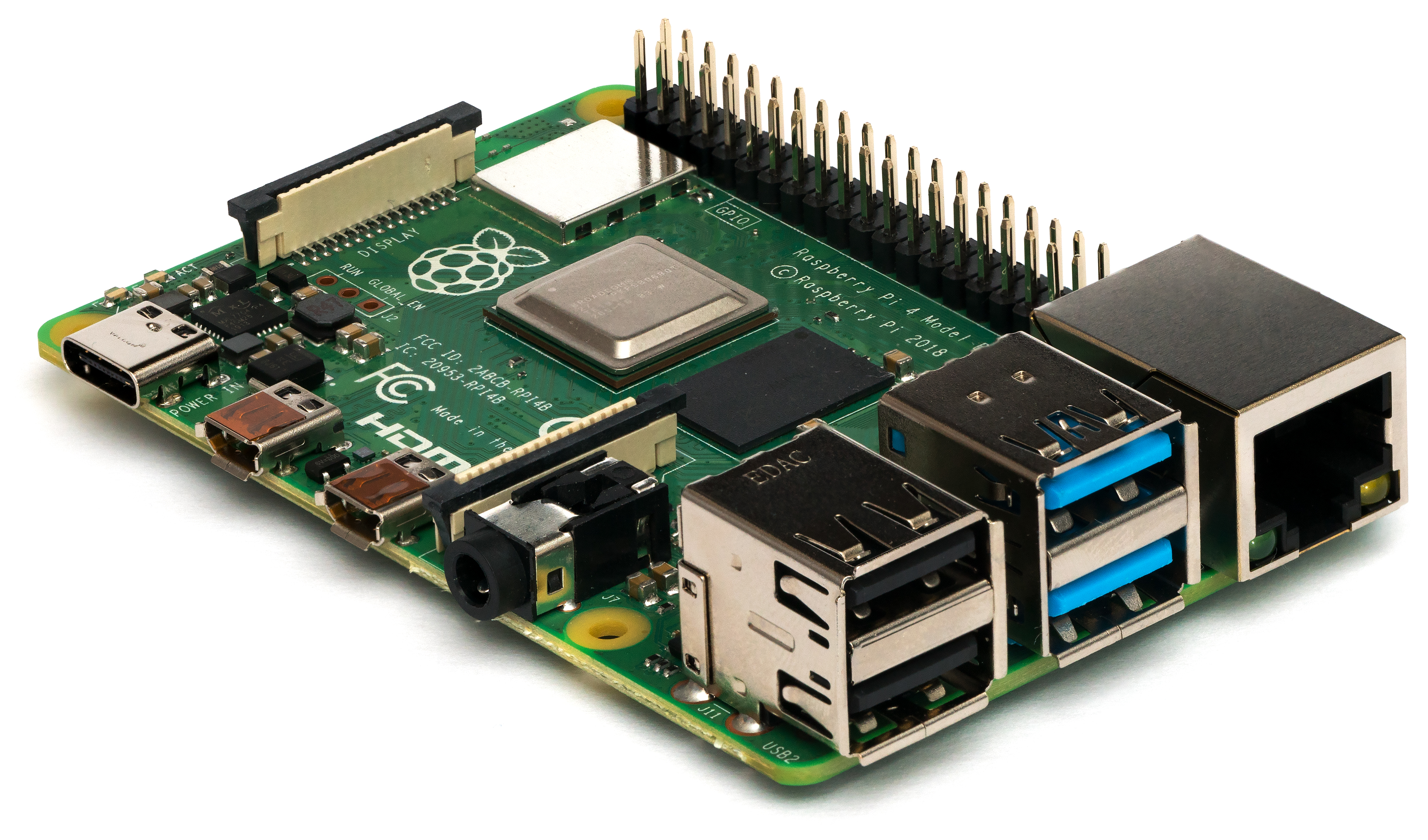
تصویری از یک رزبری پای مدل ۴ که یک رایانه‌ی تک برد است.

طیف وسیعی از رایانه‌های تک‌برد شامل، بیگل‌برد، رزبری پای و نانو پای است.